# 다시 카든
다시 카든(D'Arcy Carden, 1980년 1월 4일 ~ )은 미국의 배우, 코메디언이다.